# Sistema horario tailandés de 6 horas
El sistema horario tailandés de 6 horas es un sistema de medición del tiempo tradicional de Tailandia donde se utiliza conjuntamente con el sistema horario de 24 horas oficial. Al igual que otros sistemas, divide al día en 24 horas; sin embargo también divide al día en cuatro cuartos, cada uno compuesto de seis horas. 

## Descripción
Las horas de cada cuarto (con la excepción de la sexta) son denominadas con palabras o frases que designan al período, las mismas son:
- ... mong chao (tailandés:...โมงเช้า, AFI: [mōːŋ tɕʰáːw]) para la primera mitad del período diurno (07:00 a 12:59)
- Bai ... mong (บ่าย...โมง, [bàːj mōːŋ]) para la segunda mitad del período diurno (13:00 a 18:59)
- ... thum (...ทุ่ม, [tʰûm]) para la primera mitad de la noche (19:00 a 00:59)
- Ti ... (ตี..., [tīː]) para la mitad posterior de la noche (01:00 a 06:59)

Se cree que dichos términos se originaron en los sonidos de los aparatos tradicionales de control del tiempo. El gong era utilizado para anunciar las horas durante las horas diurnas, y el tambor por la noche. Por lo tanto los términos mong, como una onomatopeya del sonido del gong, y thum, por el sonido del tambor. Ti es un verbo que significa golpear, y se sospecha que proviene del acto de golpear el dispositivo sonoro. Chao y bai significan mañana y tarde respectivamente, y se usan para diferenciar los dos cuartos diurnos.

## Comparación de los sistemas
La siguiente tabla compara los sistemas de medición del tiempo.
| Significado       | 6-horas              | 6-horas                          | 6-horas     | Sistema de 6 horas modificado | Sistema de 6 horas modificado | 24-horas |
| Significado       | Thai                 | RTGS                             | Notas       | Thai                          | RTGS                          | ISO      |
| ----------------- | -------------------- | -------------------------------- | ----------- | ----------------------------- | ----------------------------- | -------- |
| 1 en la madrugada | ตีหนึ่ง                 | ti nueng                         | nueng = uno | ตีหนึ่ง                          | ti nueng                      | 01:00    |
| 2 en la madrugada | ตีสอง                 | ti song                          | song = dos  | ตีสอง                          | ti song                       | 02:00    |
| 3 en la madrugada | ตีสาม                 | ti sam                           | sam = tres  | ตีสาม                          | ti sam                        | 03:00    |
| 4 en la madrugada | ตีสี่                   | ti si                            | si = cuatro | ตีสี่                            | ti si                         | 04:00    |
| 5 en la madrugada | ตีห้า                  | ti ha                            | ha = cinco  | ตีห้า                           | ti ha                         | 05:00    |
| 6 en la mañana    | ตีหก, ย่ำรุ่ง            | ti hok, yam rung                 | hok = seis  | หกโมงเช้า                      | hok mong chao                 | 06:00    |
| 1 en la mañana    | โมงเช้า               | mong chao                        |             | เจ็ดโมง                        | chet mong                     | 07:00    |
| 2 en la mañana    | สองโมงเช้า            | song mong chao                   |             | แปดโมง                        | paet mong                     | 08:00    |
| 3 en la mañana    | สามโมงเช้า            | sam mong chao                    |             | เก้าโมง                        | kao mong                      | 09:00    |
| 4 en la mañana    | สีโมงเช้า              | si mong chao                     |             | สิบโมง                         | sip mong                      | 10:00    |
| 5 en la mañana    | ห้าโมงเช้า             | ha mong chao                     |             | สิบเอ็ดโมง                      | sip et mong                   | 11:00    |
| mediodía          | เที่ยงวัน               | thiang wan                       |             | เที่ยง(วัน)                      | thiang (wan)                  | 12:00    |
| 1 por la tarde    | บ่ายโมง               | bai mong                         |             | บ่ายโมง                        | bai mong                      | 13:00    |
| 2 por la tarde    | บ่ายสองโมง            | bai song mong                    |             | บ่ายสอง(โมง)                   | bai song (mong)               | 14:00    |
| 3 por la tarde    | บ่ายสามโมง            | bai sam mong                     |             | บ่ายสาม(โมง)                   | bai sam (mong)                | 15:00    |
| 4 por la tarde    | บ่ายสี่โมง              | bai si mong                      |             | สี่โมงเย็น, บ่ายสี่โมง              | si mong yen, bai si mong      | 16:00    |
| 5 por la tarde    | บ่ายห้าโมง             | bai ha mong                      |             | ห้าโมงเย็น, บ่ายห้าโมง            | ha mong yen, bai ha mong      | 17:00    |
| 6 por la tarde    | หกโมงเย็น, ย่ำค่ำ       | hok mong yen, yam kham           |             | หกโมงเย็น                      | hok mong yen                  | 18:00    |
| 1 por la noche    | หนึ่งทุ่ม                | nueng thum                       |             | หนึ่งทุ่ม                         | nueng thum                    | 19:00    |
| 2 por la noche    | สองทุ่ม                | song thum                        |             | สองทุ่ม                         | song thum                     | 20:00    |
| 3 por la noche    | สามทุ่ม                | sam thum                         |             | สามทุ่ม                         | sam thum                      | 21:00    |
| 4 por la noche    | สี่ทุ่ม                  | si thum                          |             | สี่ทุ่ม                           | si thum                       | 22:00    |
| 5 por la noche    | ห้าทุ่ม                 | ha thum                          |             | ห้าทุ่ม                          | ha thum                       | 23:00    |
| medianoche        | หกทุ่ม, เที่ยงคืน, สองยาม | thiang khuen, hok thum, song yam |             | เที่ยงคืน, หกทุ่ม                  | thiang khuen, hok thum        | 00:00    |